# ウメオ大学
ウメオ大学（ウメオだいがく、英: Umeå University 瑞:Umeå universitet）は、スウェーデンのウメオにある公立大学である。設立されたのは1965年だが、スウェーデンの現在の国境線内では5番目に古い大学である。
ウメオ大学は2012年にタイムズ・ハイアー・エデュケーション（設立後50年以下の高等教育組織部門）で23位となり、2013年には留学生満足度調査（the International Student Barometer）で国内第一位になった。

## 歴史
ウメオ大学の前身は1956年にウメオに設立された歯科学校である。1958年に教育研究病院が併設され、1965年9月17日にグスタフ6世アドルフの認可により、ウメオ大学が設置された。設立当初は医学・歯学・哲学の3学部しかなかったが、1968～1969年の間に哲学部が数理科学、社会科学、芸術の3学部に分割されて5学部となり、学生数は3000人から8000人（1970年）に倍増した。1990年代の半ばには情報技術や生物工学など様々な学部が出来て、学生数は2万5000人に達した。21世紀に入ってからも新学部の創設は続き、学生数は毎年1000人ずつ増加し、最近は3万6700人が学ぶ総合大学に成長している。2009年にはデーベルンズ公園の近くのウメ川の畔に、ウメオ大学芸術キャンパスが完成した。

## 学校・研究所・学部

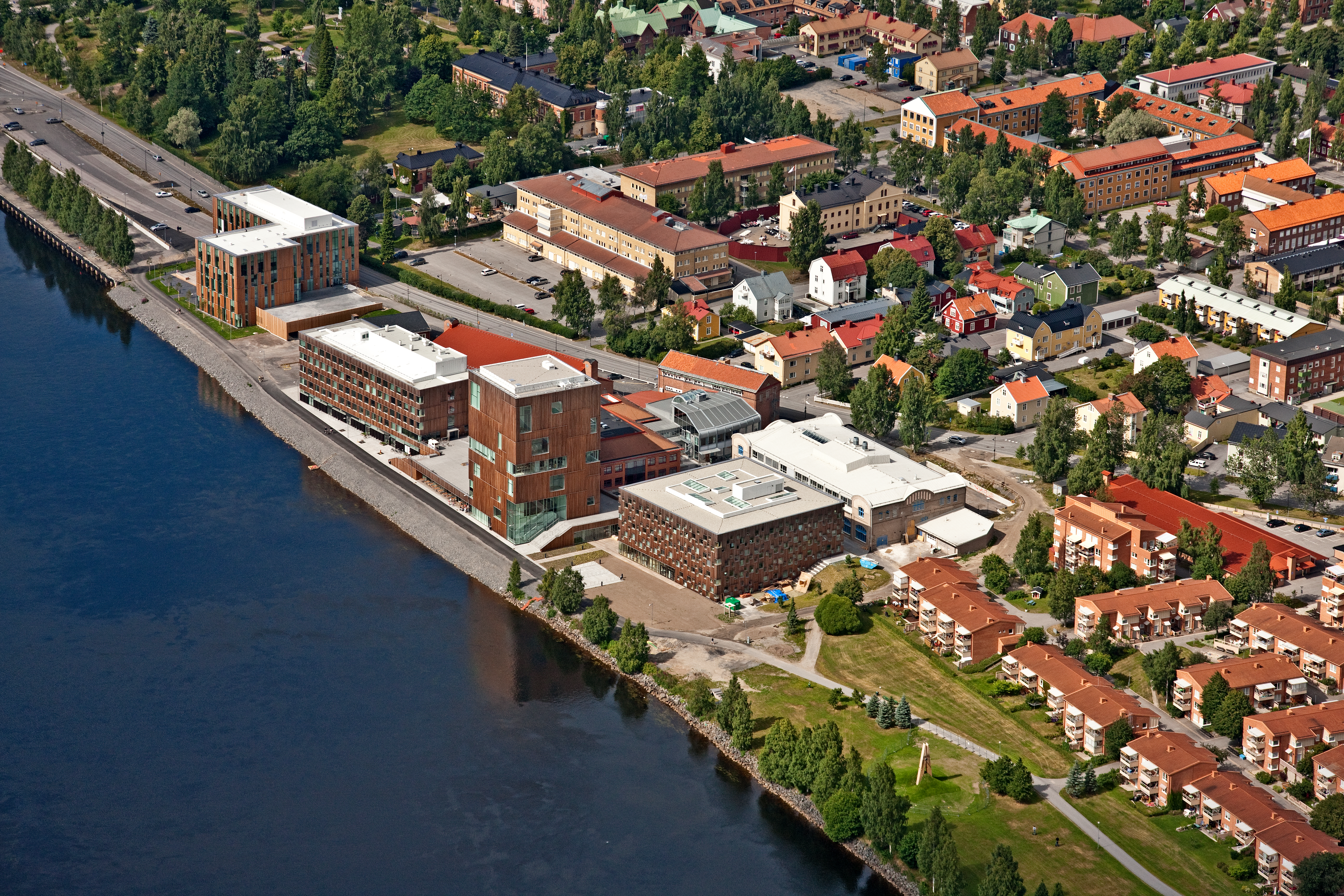
ウメオ大学芸術キャンパス。川沿いに奥から順にファインアート学院（新）、デザイン研究所、ビルド・ムセアット、建築学校があり、建築学校の右隣にファインアート学院の旧校舎がある。

ウメオ大学が経営している学校は以下の通りであり、この他に医学部など多数の学部がある。
- ウメオ大学建築学校（Umeå School of Architecture）
- ウメオ大学デザイン研究所（Umeå Institute of Design）
- ウメオ大学経営学校（Umeå School of Business）
- ウメオ大学ファインアート学院（Umeå Academy of Fine Arts）
- ウメオ大学レストラン調理学校（Umeå University School of Restaurant and Culinary Arts）
- ウメオ大学技術研究所（Umeå Institute of Technology）
- ウメオ大学教育学校（Umeå School of Education）
- ウメオ大学スポーツ学校（Umeå School of Sport Sciences）
- 学芸学部（Faculty of Arts）
- 医学部（Faculty of Medicine）
- 社会科学部（Faculty of Social Sciences）
- 理工学部（Faculty of Science and Technology）

## 関連施設
- ビルド・ムセアット - 現代美術館

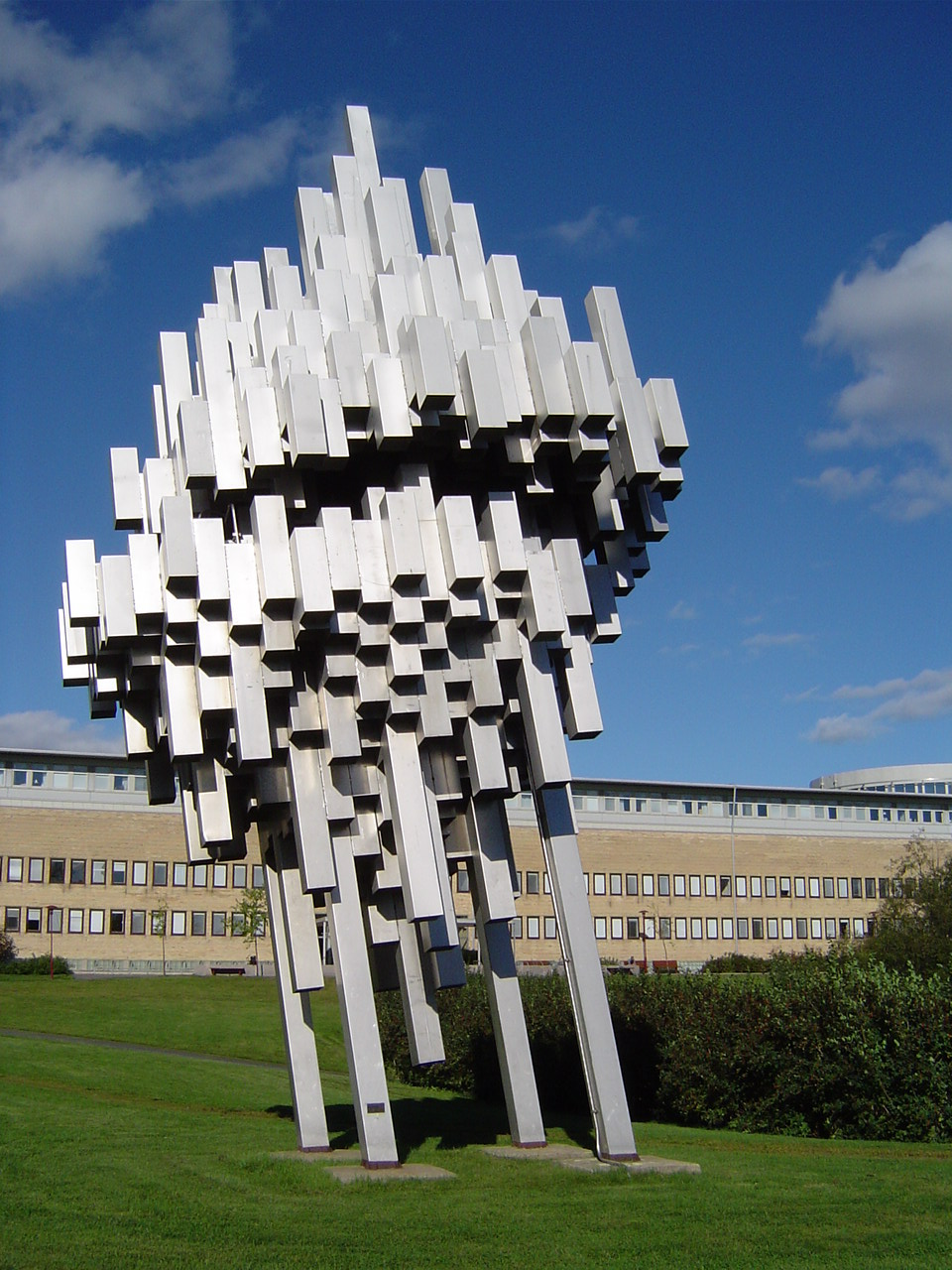
オーロラの彫刻「ノーラ・フエネット」

- ノールランド大学病院 - 医学部の教育研究病院として使われている。
- ウメオ大学図書館
- ウニバーシューム（Universum）- 大講堂とレストラン、売店など。

## 主な出身者・関係者
- クリステル・フォーグレサング - スウェーデン人初の宇宙飛行士
- ヘレナ・ヤンソン - オリエンテーリング選手
- ゼノナス・ペトラウスカス - 法学者
- 中辻憲夫 - 医学者

## 交換留学の協定校[9]
授業時の使用言語は、学部はスウェーデン語だが、修士課程、博士課程の授業では英語が使用される。
- 北海道大学[10]
- 上智大学[11]
- 東北大学[12]
- 東京学芸大学[13]
- 早稲田大学[14]

過去に協定を締結した大学
- 会津大学[15]